# Canoa/kayak ai Giochi della XXVII Olimpiade - C1 500 metri maschile

## Batterie
Hanno partecipato alle batterie di qualificazione 18 atleti: i primi tre delle batterie si sono qualificati direttamente per la finale, i seguenti 9 migliori tempi hanno disputato la semifinale.
27 settembre 2000
| Posizione | Atleta                | Paese       | Tempo    | Qual |
| --------- | --------------------- | ----------- | -------- | ---- |
| 1         | Maxim Opalev          | Russia      | 1:51.048 | QF   |
| 2         | György Kolonics       | Ungheria    | 1:51.492 | QF   |
| 3         | Slavomír Kňazovický   | Slovacchia  | 1:52.146 | QF   |
| 4         | Florin Huidu          | Romania     | 1:53.076 | QS   |
| 5         | José Manuel Crespo    | Spagna      | 1:53.862 | QS   |
| 6         | Christian Frederiksen | Norvegia    | 1:54.366 | QS   |
| 7         | Aleksandr Maseykov    | Bielorussia | 1:54.468 | QS   |
| 8         | Kaysar Nurmaganbetov  | Kazakistan  | 1:55.422 | QS   |
| 9         | Jordan Malloch        | Stati Uniti | 1:58.938 |      |

| Posizione | Atleta               | Paese     | Tempo    |    |
| --------- | -------------------- | --------- | -------- | -- |
| 1         | Andreas Dittmer      | Germania  | 1:50.340 | QF |
| 2         | Martin Doktor        | Rep. Ceca | 1:51.174 | QF |
| 3         | Ledis Balceiro       | Cuba      | 1:51.918 | QF |
| 4         | Nikolay Bukhalov     | Bulgaria  | 1:51.996 | QS |
| 5         | Maxime Boilard       | Canada    | 1:52.764 | QS |
| 6         | Michał Śliwiński     | Ucraina   | 1:53.682 | QS |
| 7         | Éric le Leuch        | Francia   | 1:53.934 | QS |
| 8         | Andreas Kilingaridis | Grecia    | 1:57.858 |    |
| 9         | Michał Gajownik      | Polonia   | 2:04.704 |    |

## Semifinale
I primi tre atleti della semifinale si sono qualificati per la finale, raggiungendo i sei già qualificati.
29 settembre 2000
| Posizione | Atleta                | Paese       | Tempo    | Qual |
| --------- | --------------------- | ----------- | -------- | ---- |
| 1         | Maxime Boilard        | Canada      | 1:52.071 | QF   |
| 2         | Nikolay Bukhalov      | Bulgaria    | 1:52.371 | QF   |
| 3         | Michał Śliwiński      | Ucraina     | 1:52.461 | QF   |
| 4         | Florin Huidu          | Romania     | 1:53.277 |      |
| 5         | Christian Frederiksen | Norvegia    | 1:53.661 |      |
| 6         | Kaysar Nurmaganbetov  | Kazakistan  | 1:54.465 |      |
| 7         | José Manuel Crespo    | Spagna      | 1:54.765 |      |
| 8         | Aleksandr Maseykov    | Bielorussia | 1:55.035 |      |
| 9         | Éric le Leuch         | Francia     | 1:56.907 |      |

## Finale
1º ottobre 2000
| Posizione | Atleta              | Paese      | Tempo    |
| --------- | ------------------- | ---------- | -------- |
|           | György Kolonics     | Ungheria   | 2:24.813 |
|           | Maxim Opalev        | Russia     | 2:25.809 |
|           | Andreas Dittmer     | Germania   | 2:27.591 |
| 4         | Maxime Boilard      | Canada     | 2:29.259 |
| 5         | Slavomír Kňazovický | Slovacchia | 2:29.613 |
| 6         | Ledis Balceiro      | Cuba       | 2:32.229 |
| 7         | Michał Śliwiński    | Ucraina    | 2:33.129 |
| 8         | Martin Doktor       | Rep. Ceca  | 2:37.467 |
| 9         | Nikolay Bukhalov    | Bulgaria   | 2:44.829 |